# Borja Vidal
Borja Vidal Fernández Fernández (* 25. Dezember 1981 in Valdés (Asturien), Spanien) ist ein ehemaliger katarischer Handball- und Basketballspieler spanischer Herkunft.

## Karriere
Basketball
Der 2,06 m große Borja Vidal spielte von 1999 bis 2001 für Joventut Badalona, von 2001 bis 2002 für Club Melilla Baloncesto, von 2002 bis 2003 für Bilbao Basket, von 2003 bis 2004 für Basket Napoli und von 2004 bis 2005 für CAI Saragossa.
Handball
2005 entschied sich Vidal für den Handballsport. Dort wurde er auf der Kreisläuferposition eingesetzt. Mit BM Aragón erreichte er im EHF-Pokal 2006/07 die Finalspiele, in denen er nach einem Unentschieden in eigener Halle im Rückspiel beim SC Magdeburg unterlag. Daraufhin wechselte er zu Algeciras BM. Nach einer Saison schloss er sich SD Teucro an. Über CB Torrevieja kam er 2011 nach Frankreich zu HBC Nantes, mit dem er im EHF Europa Pokal 2012/13 erneut im Endspiel einem deutschen Team unterlag, diesmal den Rhein-Neckar Löwen. Ab 2013 spielte er für den katarischen Klub Al-Qiyada, beim Super Globe 2017 für al-Sadd Sports Club.
Im Vorfeld der Handball-Weltmeisterschaft 2015 in Katar wurde Borja Vidal eingebürgert. Unter seinem ehemaligen Coach bei Aragón, Valero Rivera, und an der Seite weiterer internationaler Stars wie Danijel Šarić erreichte er das Finale gegen Frankreich mit Siegen über Österreich im Achtelfinale, Deutschland im Viertelfinale und Polen im Halbfinale. Zuvor nahm Vidal mit Katar an den Asienspielen 2014 teil, wo er mit seinem Team die Goldmedaille gewann. 2016 gewann er mit Katar die Asienmeisterschaft. Weiterhin nahm er an den Olympischen Spielen 2016 in Rio de Janeiro teil.